# Sikkim

kungariket Sikkims flagga

Sikkim (lepcha: Mayel Lyang; limbu: Yuksom; tibetanska: འབྲས་ལྗོངས་; nepali: सिक्किम) är en bergig delstat och ett före detta kungarike i norra Indien. Delstaten gränsar i norr till Tibet, i öster till Bhutan, i väster till Nepal och i söder till den indiska delstaten Västbengalen. Huvudstaden heter Gangtok. Befolkning: 540 493 (2001 års folkräkning). Det officiella språket är nepali, och den helt dominerande religionen är vajrayanabuddhism.

## Historia
Kungariket Sikkim grundades 1642. År 1861 förklarade Storbritannien att vad som återstod av Sikkim, sedan delar av dess territorier infogats i Brittiska Indien, skulle vara ett protektorat under den brittiska kronan. Vid Indiens självständighet övertog Indien britternas roll som skyddsmakt över Sikkim.
Den siste kungen av Sikkim, Chogyal ("rättmätig härskare"), Palden Thondup Namgyal, uppsteg på tronen 1965.
14 april 1975 hölls en folkomröstning om union med Indien. Sikkim blev Indiens 22:a delstat 26 april 1975 efter att 97 procent av befolkningen röstat för detta. I kraft av den indiska grundlagen var monarkin därmed avskaffad, och kungariket Sikkim övergick till att bli delstaten Sikkim.
Fram till 2003 erkände inte Folkrepubliken Kina Sikkim som en del av Indien och på kartor utgivna i Kina var Sikkim länge angivet som en självständig stat. Kina anser vidare att Aksai Chin, en del av det internationellt omstridda Kashmir, och den indiska delstaten Arunachal Pradesh, är delar av Kina.

## Administrativ indelning
Sikkim är sedan 2021 indelat i sex distrikt, Gangtok, Gyalshing, Mangan, Namchi, Pakyong och Soreng.

## Flora och fauna
Sikkim ligger i Siwalikbergen, och har på grund av de stora höjdskillnaderna i området en stor variation av växter, anpassade till såväl tropiskt, som tempererat, alpint och tundraklimat.
Sikkim har ungefär 5000 blommor, 515 ovanliga orkidéer, 60 av vivesläktet, 36 rhododendronarter, 11 olika ekar, 23 olika sorters bambu, 16 olika sorters barrväxter, 362 olika typer av ormbunksväxter och 424 medicinska växter.  En sorts julstjärna finns i överflöd i Sikkim. Orkidén Dendrobium nobile är Sikkims officiella blomma, och rhododendron är statens officiella träd.
Orkidéer, fikon, lagerväxter bananer, salträd och bambu är exempel på växter som växer i de Himalayanska subtropiska skogarna på lägre höjd i Sikkim.
I de mer tempererade områdena, på en höjd över 1500 meter över havet finns de ostliga himalayanska lövskogarna, där ekar, kastanjer, lönnar, björkar, alar och magnolia är mycket vanliga, liksom barrskog, där Pinus roxburghii dominerar.
Den alpina vegetationen återfinns vanligen mellan 3500 meter och 5000 meter över havet. På lägre höjd återfinns enar, tallar, ädelgranar, cypresser och rhododendron i skogarna, medan man på högre höjd finner rhododendron och vilda blommor.
Statens fauna består bland annat av snöleoparder, myskhjortar, himalayatahr, kattbjörnen, himalayamurmeldjur, serover, goraler, muntjaker, langurer, kragbjörn, trädleopard, marmorkatter, leopardkatter, vildhundar, tibetansk varg, svingrävlingar, binturonger, djungelkatter och sibetkatter. Jakar är vanliga i den alpina zonen.
Vanliga fåglar i Sikkim är bland andra lammgam, gåsgam, kungsörn, vaktlar, snäppor, duvor, flugsnappare, timalior och himalayamonal. Sikkim har fler än 550 fågelarter.

## Ekonomi
Sikkims ekonomi är främst jordbruksbaserad, och de vanligaste produkterna är ris, majs, hirs, vete, korn, apelsin, te och kardemumma. Sikkim har den högsta produktionen och det största odlade området med kardemumma i hela Indien. Det finns dock inte några stora industrier på grund av den bergiga terrängen och bristen på tillitbara vägar. Ölbryggning, destillation, garvning och urmakeri är de största industrierna, och är belägna i de södra delarna av staten, främst i städerna Melli och Jorethang. På senare år har regeringen i Sikkim satsat mycket på turism, och avkastningen har 14-dubblats sen mitten av 1990-talet.
År 2006 öppnade Nathu La-passet som går över gränsen till Tibet för första gången sedan Sino-indiska kriget 1962, och det väntas innebära att Sikkims ekonomi ska få ett uppsving.

## Befolkning
Ursprungsbefolkningen bestod av bhote-folket i norra delen av landet som talar sikkimesiska och av lepcha-folket som talar ett tibetoburmanskt språk. Till följd av invandring från Nepal, Tibet och andra delar av Indien under 1900-talet har befolkningssammansättningen förändrats. [källa behövs]